# Hans Boeckh-Behrens
Hans Boeckh-Behrens (27 de noviembre de 1898 - 13 de febrero de 1955) fue un general alemán durante la II Guerra Mundial. Fue condecorado con la Cruz de Caballero de la Cruz de Hierro. Boeckh-Behrens se rindió a las fuerzas soviéticas en mayo de 1945 y murió en cautividad el 13 de febrero de 1955.

## Condecoraciones

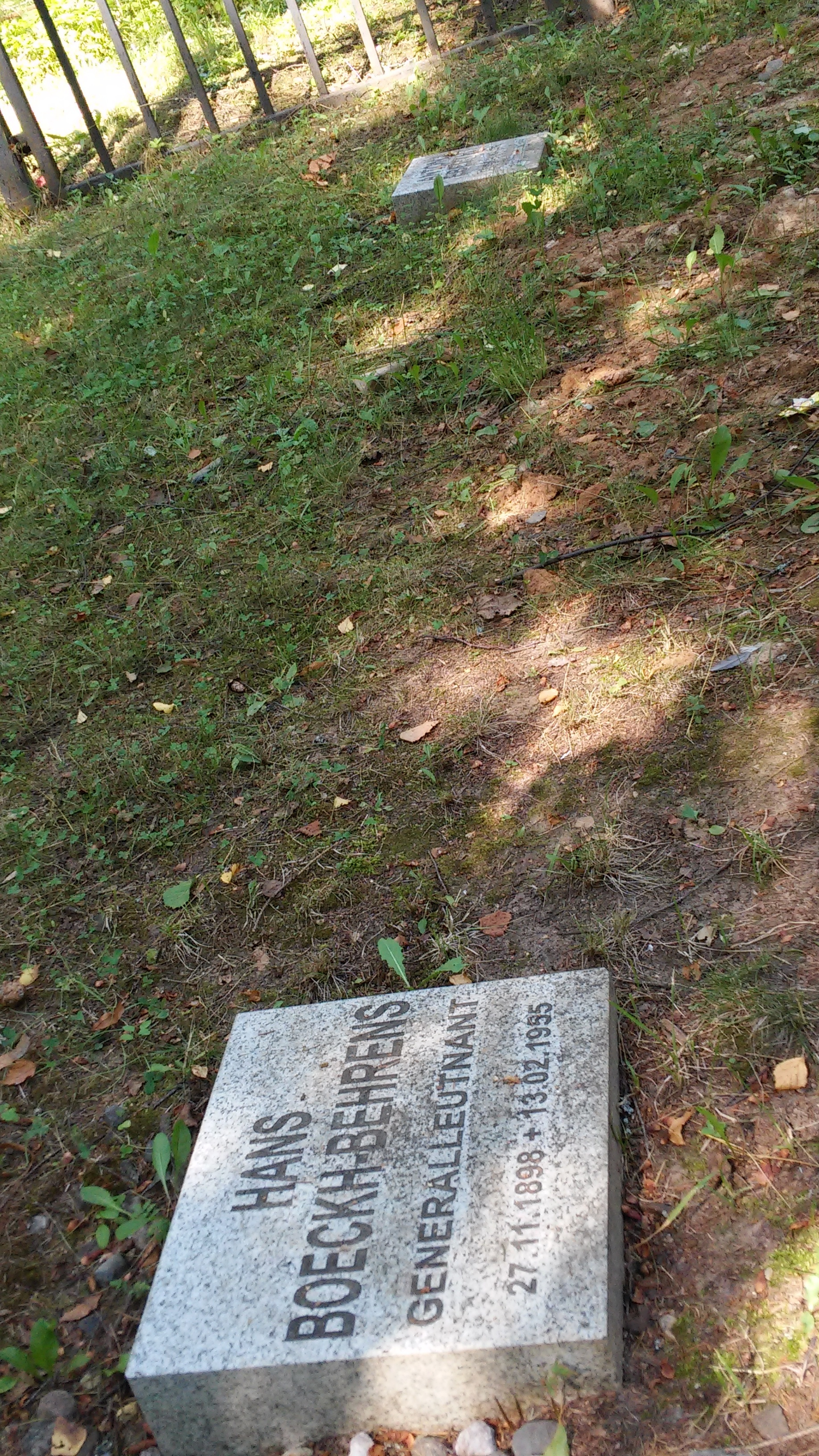

- Cruz Alemana en Oro el 30 de enero de 1943 como Oberst im Generalstab en el AOK 16[1]
- Cruz de Caballero de la Cruz de Hierro el 9 de diciembre de 1944 como Generalleutnant y comandante de la 32. Infanterie-Division[2]